# California Fuel Cell Partnership
A California Fuel Cell Partnership é um projeto público-privado que visa à promoção de veículos movidos a hidrogênio.

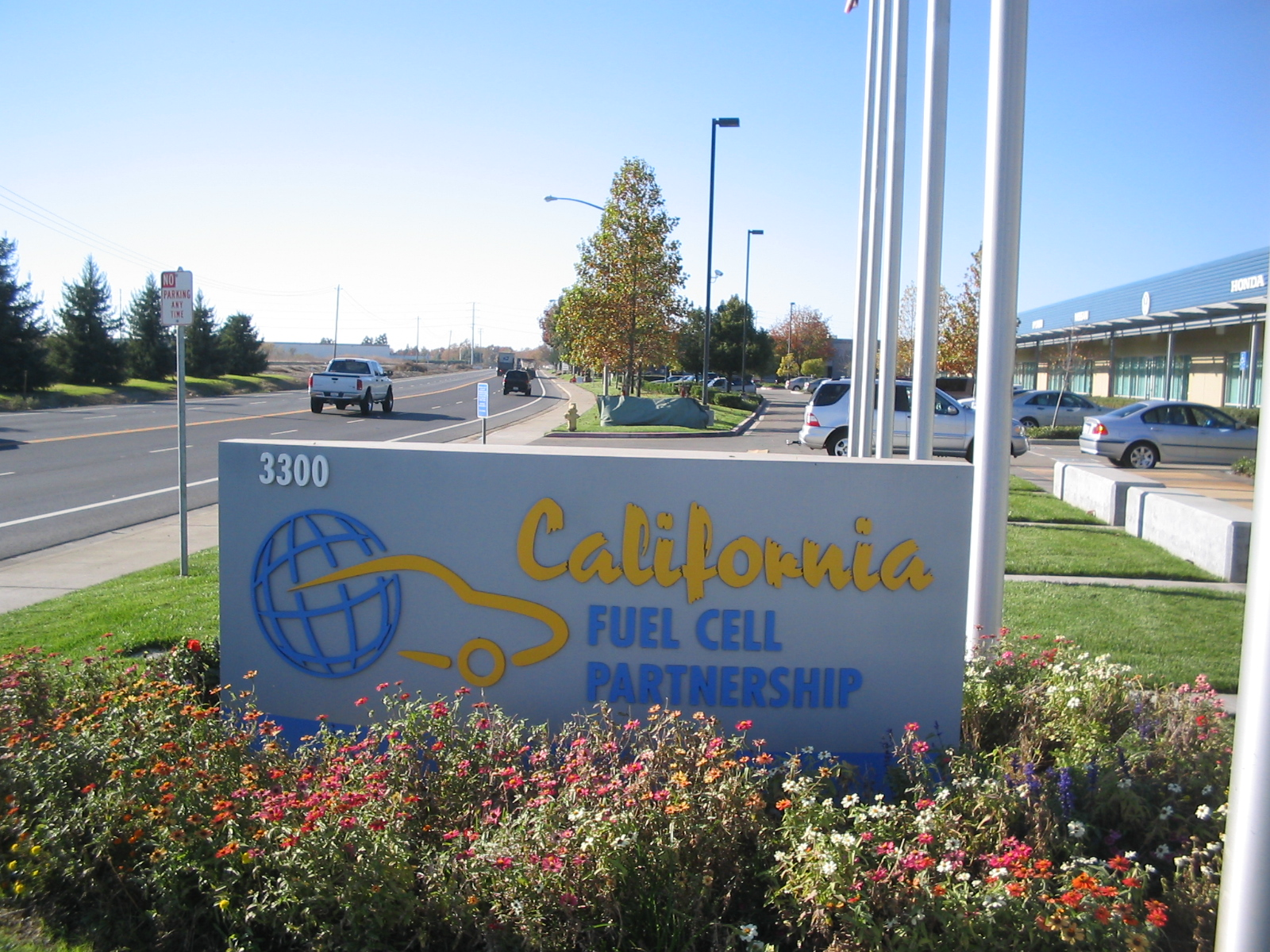
California Fuel Cell Partnership

## Membros
Indústria automotiva
- DaimlerChrysler
- Ford
- General Motors
- Honda
- Hyundai
- Nissan
- Toyota
- Volkswagen

Indústria de células a combustível
- Ballard Power Systems
- UTC Fuel Cells

Indústria de energia
- BP
- Chevron
- ExxonMobil
- Shell Hydrogen

Autoridades públicas
- California Air Resources Board
- California Energy Commission
- United States Department of Energy
- United States Department of Transportation
- United States Environmental Protection Agency
- National Automotive Center (of the Dept. of Defense/Army)
- South Coast Air Quality Management District

## Associados
Mass Transit Agencies
- Alameda-Contra Costa Transit District
- SunLine Transit
- Santa Clara Valley Transportation Authority (Santa Clara VTA).

Hydrogen Gás Suppliers
- Air Products and Chemicals, Inc.
- Praxair

Hydrogen Fueling Stations
- Pacific Gas and Electric
- Proton Energy Systems, Inc.,
- Stuart Energy
- Ztek

Outros
- ISE Corporation
- Institute of Transportation Studies, UC Davis